# L・Y・スピア級潜水母艦
L・Y・スピア級潜水母艦（英語: L・Y・Spear-class submarine tender）は、アメリカ海軍の潜水母艦（AS）の艦級。1970年代初頭に2隻が就役し、1990年代中旬に退役した。本級に続くエモリー・S・ランド級は改正型であり、同型として扱う場合もある。

## 概要
攻撃型原子力潜水艦の支援を任務としており、乗員の大半は技術者と修理要員から構成されている。同時に4隻の原潜を接舷させて支援することが可能。
3隻が計画されていたが、他の建造プログラムのコスト上昇の影響を受けて3番艦（AS-38）は建造中止となり、2隻が建造された。このため、次級であるエモリー・S・ランド級の艦番号はAS-39から始まっている。本級はエモリー・S・ランド級と異なり、ロサンゼルス級原子力潜水艦への支援に対応しておらず、2隻とも1990年代中旬には退役した。
船体は、1960年代に戦略ミサイル原子力潜水艦支援用として建造されたサイモン・レイク級潜水母艦のものが流用されている。満載排水量2万トンを超える大型の船体には、整備工場や兵器・予備部品の貯蔵庫が備えられている。艦上にはクレーン3基があり、後部のものが30トン、前部両舷のものが5トンの能力を持つ。格納庫はもたず固有の搭載機はないが、艦尾にヘリコプター甲板があり離発着が可能。艦内には医療ベイがあり、23人分の病床を有する。

## 同型艦
| #     | 艦名                         | 建造所                                    | 起工          | 進水           | 就役           | 退役            | 備考 |
| ----- | ---------------------------- | ----------------------------------------- | ------------- | -------------- | -------------- | --------------- | ---- |
| AS-36 | L・Y・スピア USS L・Y・Spear | ジェネラル・ダイナミクス クインシー造船所 | 1966年 5月5日 | 1967年 9月7日  | 1970年 2月28日 | 1996年 9月6日   |      |
| AS-37 | ディクソン USS Dixon         | ジェネラル・ダイナミクス クインシー造船所 | 1967年 9月7日 | 1970年 6月20日 | 1971年 8月7日  | 1995年 12月15日 |      |